# Mary Anderson (inventrice)
Mary Anderson (Greene County, 1866 – Monteagle, 1953) è stata un'allevatrice di bestiame e una viticoltrice statunitense, nota per essere stata l'inventrice del tergicristallo.

## Biografia
Mary nasce in Alabama, nel Greene County, nel 1866, epoca della Ricostruzione, ovvero il periodo successivo alla guerra di secessione americana. Mary, con la madre rimasta vedova e la sorella, nel 1893 si trasferì a Birmingham, Alabama, dove costruì degli appartamenti. Successivamente dal 1893 al 1898 si trasferì a Fresno, in California, dove divenne un’allevatrice di bestiame e una viticoltrice. Ritornò quindi a Birmingham dove proseguì nella gestione degli appartamenti.
Morì nella sua casa estiva a Monteagle e fu sepolta nel Elmwood Cemetery di Birmingham.

## Invenzione del tergicristallo
Durante una visita a New York nell'inverno 1903, Anderson osservò un autista del tram che teneva aperti i due finestrini per poter pulire il parabrezza dalla neve. Ritornata in Alabama, disegnò uno strumento manuale per tenere pulito il parabrezza e se lo fece costruire da una ditta locale. Lo strumento consisteva in una leva interna all'auto che muoveva una stecca di gomma all'esterno del parabrezza. Dopo molte insistenze, riuscì ad ottenere un brevetto per 17 anni.
Nel 1905 Anderson cercò di vendere il brevetto, ma non fu ritenuto un oggetto per cui valesse la pena di pagare essendo stato inventato da una donna; quando il brevetto decadde non fu da lei rinnovato. Successivamente, nel 1922, Cadillac fu la prima fabbrica automobilistica ad installare il tergicristallo come accessorio standard.
Anche i primi tergicristalli automatici furono inventati da una donna, Charlotte Bridgwood, che depositò il brevetto per la sua invenzione nel 1917. La sua invenzione, come quella di Mary, non fu un successo commerciale.

## Nei media
L'invenzione del tergicristallo da parte della Anderson è citata nel 19º episodio della 17ª stagione dei Simpson, durante una conversazione tra Marge Simpson, il marito ed i figli sul tema dell'equità di genere.